# Татарів
Татáрів — село та кліматичний курорт в Україні, у Ворохтянській територіальній громаді Надвірнянського району Івано-Франківської області.

## Географія
Татарів розташований у долині річки Прут на висоті 750 м. Татарів лежить у межах Карпатського національного природного парку. Одна з особливостей Татарова — його довжина 25 км вздовж річки Прут.

## Клімат
Літо помірно тепле (середня температура липня + 15°С), зима — м'яка (середня температура січня — 7°С), кількість атмосферних опадів 830 мм на рік.

## Курорт

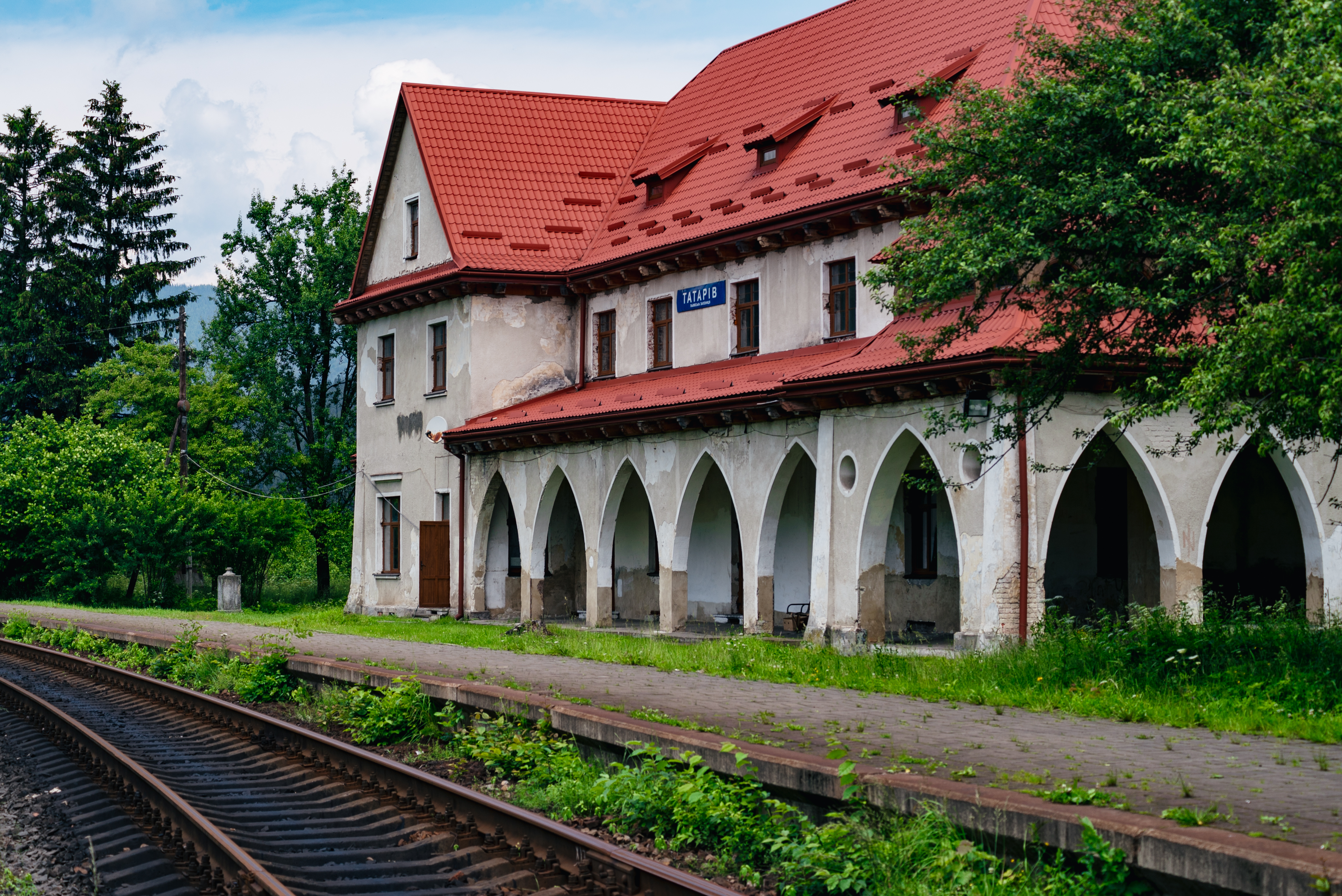
Будівля залізничного вокзалу

Курортом Татарів був ще за часів Австрії: в путівнику по курортах польською мовою за 1912 рік він описаний як такий, що
|  | має дуже мальовниче положення в лісистій гірській місцевості, багато вілл і будинків, а також санаторій доктора Жураковського. |

У селі розташована дача екс-президента України Віктора Ющенка.

## Розташування та транспортна інфраструктура
Село розміщене на відстані:
- 14 км від підйомників гірськолижного курорту Буковель села Поляниця;
- 6 км від бугельного витягу в смт Ворохта;
- 80 км від аеропорту та залізничного вокзалу Івано-Франківська;
- 20 км від курортного містечка Яремче.

Звідси здійснюють походи на гори: Хом'як, Ліснів, Маґуру і на Женецький водоспад.
У Татарові зупиняють приміські та пасажирські поїзди. Будівля залізничного вокзалу «Татарів», збудована у 1894 році в австрійському стилі. Приміським поїздами можна доїхати до таких станцій як Яремче, Ворохта, Лазещина, Вороненко, Рахів, Коломия, Івано-Франківськ тощо.
Здавна тут зупиняється пасажирський поїзд 605/606 Львів-Рахів.
З 24 квітня 2016 р. призначено зупинку в Татарові фірмовому потягу 357/358 «Гуцульщина» Київ-Рахів. Відтак, ним можна потрапити без пересадок у Заліщики, Тернопіль, Хмельницький, Вінницю, Київ.
У селі починається автошлях Р24 — автомобільний шлях регіонального значення, який закінчується у Кам'янець-Подільському.

## Історія
Перші згадки про село датуються 1671 роком.
1 квітня 1931 р. присілок Татарів вилучено з сільської гміни Микуличин Надвірнянського повіту і з нього утворено самоврядну сільську гміну (громаду).

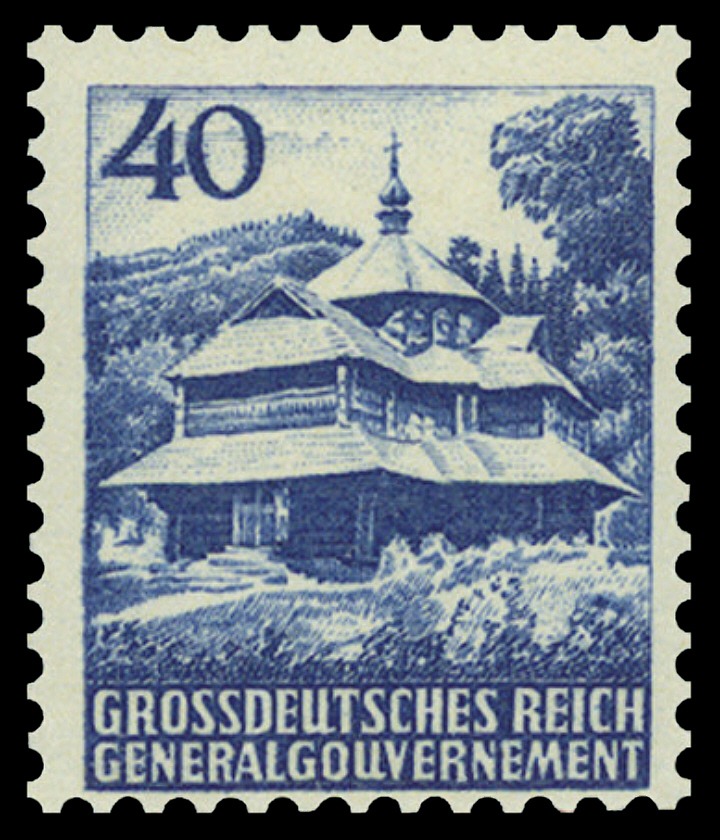
Дерев'яна церква у Татарові на поштовій марці Генеральної губернії (1944)

7 червня 1946 року указом Президії Верховної Ради УРСР село Татарів Яблунівського району перейменовано на село Кремінці (від імені лейтенанта, який загинув тут у 1944 році під час бойових дій у Другій Світовій війні і Татарівську сільську раду — на Кремінцівська. Постановою Верховної Ради України від 11 червня 1993 року селу повернуто історичну назву.
З 1991 року в складі незалежної України.
19 грудня 2019 року шляхом об'єднання сільських рад село увійшло до складу Ворохтянської селищної громади.

### Учасники визвольної боротьби ОУН та УПА

#### Захоплені та засуджені за участь у визвольній боротьбі
- ГЕРАСИМ’ЮК Євдокія Петрівна, 1917 р. н., с. Татарів Надвірнянського району, українка, малописьменна. Проживала в с. Татарів, селянка. Заарештована 04.08.1947. Звинувачення: зв’язкова станичної ОУН. Особливою нарадою при МДБ СРСР 25.12.1948 засуджена на 10 років позбавлення волі. Реабілітована 11.02.1992;
- ГУНДЯК-ЛОСЄВА Євдокія Григорівна, 1916 р. н., с. Татарів Надвірнянського району, українка, освіта початкова. Проживала в с. Татарів, селянка. Заарештована 24.07.1947. Звинувачення: мала зв’язок із боївкою Шутая. Військовим трибуналом військ МВС Станіславської області 26.11.1947 засуджена на 10 років позбавлення волі та 5 років пораження в правах із конфіскацією майна. Реабілітована 03.10.1991;
- МОТРУК Микола Михайлович, 1916 р. н., с. Татарів Надвірнянського району, українець, освіта початкова. Проживав у с. Татарів, сторож санаторію. Заарештований 10.07.1947. Звинувачення: його будинок був явочною квартирою підпільників. Військовим трибуналом військ МВС Станіславської області 26.11.1947 засуджений на 10 років позбавлення волі та 5 років пораження в правах із конфіскацією майна. Реабілітований 03.10.1991;
- МОТРУК Ганна Миколаївна, 1926 р. н., с. Татарів Надвірнянського району, українка, освіта початкова. Проживала в с. Татарів, працівниця Яремчанської районної ради. Заарештована 01.07.1947. Звинувачення: розвідниця УПА, розповсюджувала листівки антирадянського змісту. Військовим трибуналом військ МВС Станіславської області 26.11.1947 засуджена на 10 років позбавлення волі та 5 років пораження в правах із конфіскацією майна. Реабілітована 03.10.1991;
- ПЕКАРУК Ганна Петрівна, 1921 р. н., с. Татарів Надвірнянського району, українка, освіта початкова. Проживала в с. Татарів, селянка. Заарештована 04.08.1947. Звинувачення: інформатор і зв’язкова ОУН. Особливою нарадою при МДБ СРСР 25.12.1948 засуджена на 10 років позбавлення волі. Реабілітована 03.12.1992. [5]

## Населення

### Мова
Розподіл населення за рідною мовою за даними перепису 2001 року:
| Мова            | Кількість | Відсоток |
| --------------- | --------- | -------- |
| українська      | 1488      | 98.67%   |
| російська       | 15        | 0.99%    |
| білоруська      | 2         | 0.13%    |
| інші/не вказали | 3         | 0.21%    |
| Усього          | 1508      | 100%     |

## Церква Святого Дмитра Солунського

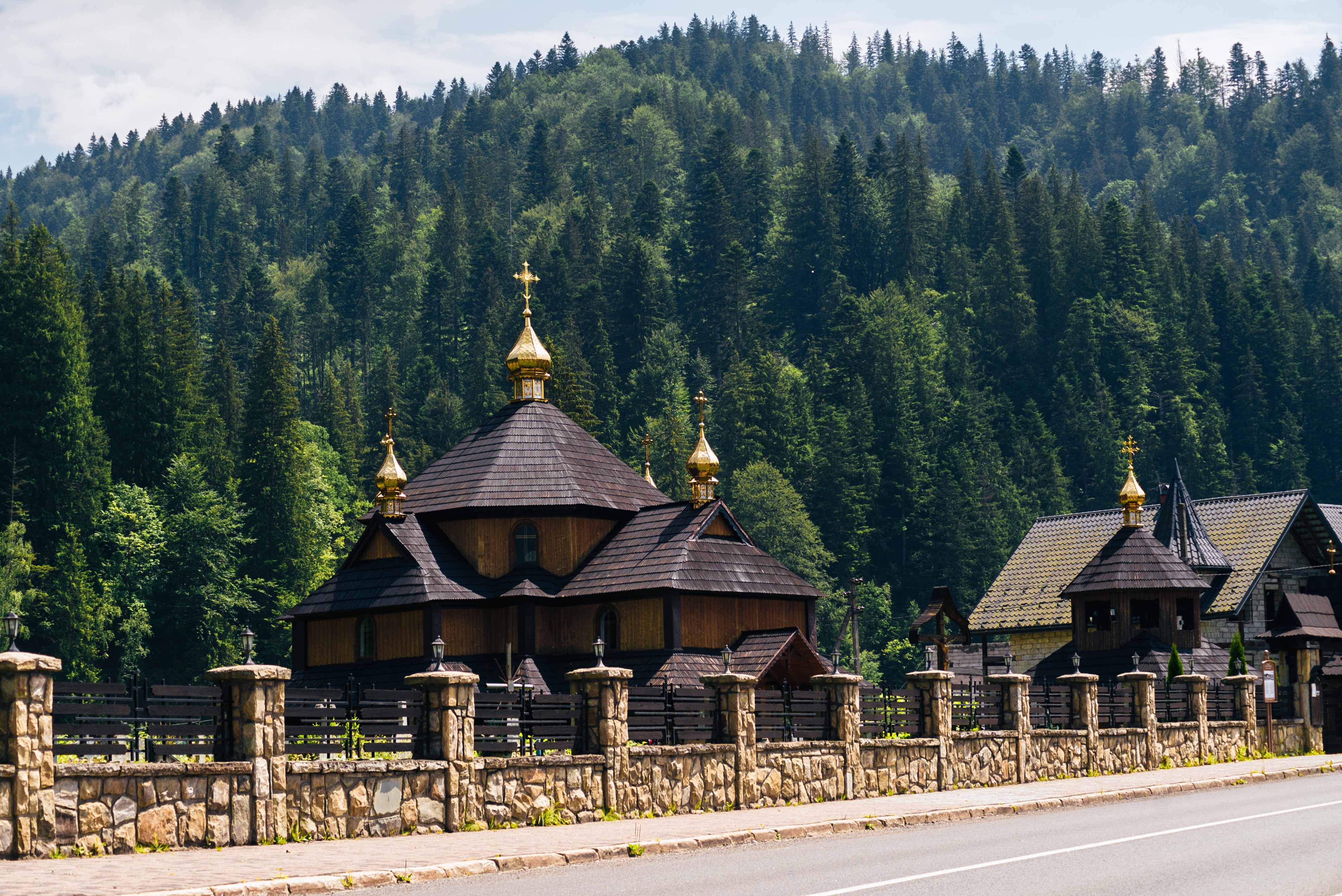
Церква Святого Дмитрія Солунського

В селі розташована пам'ятка архітектури, дерев'яна церква Святого Дмитрія Солунського. Церква датована 1856-1870 роками, побудована в гуцульському стилі. Храм п'ятизрубний з великим квадратним зрубом нави та невеликими раменами, покрита гонтом. Дах храму шатровий, лежить на восьмисторонній основі, яка не вище від дахів бокових грубів. В церкві зберігся темперний живопис ХІХ ст.

## Готелі
- Санаторії для лікування хворих на туберкульоз легень;
- Курорт-готель Коруна витриманий в традиціях Карпатського регіону — поєднання дерева і каменю, витканих верет і гуцульських ліжників, камінів і старовинних меблів гуцульських хат[10]. Поряд розміщено готель Корунка з номерами класу стандарт;
- Готельний комплекс Білі Горвати[11] розташований на березі гірської річки Прут. Це кліматичний низькогірний курорт зі своєрідним цілющим мікрокліматом, знаходиться на висоті 750 м над рівнем моря, що розкинувся між горами, навколо хвойні та букові ліси. Комплекс пропонує не тільки комфортабельні номери та смачну кухню, але і такі види розваг, як гірськолижні спуски, прогулянки на конях, квадроциклах, політ на аерошуті, більярд, дартс та багато іншого.

## Соціальна сфера
- Лікарська амбулаторія[12]

## Відомі особистості
В поселенні народились:
- Коренюк Андрій Петрович (1936—2010) — український художник;
- Добряк-Готв'янська Жанна — актриса, народна артистка України.

## Світлини

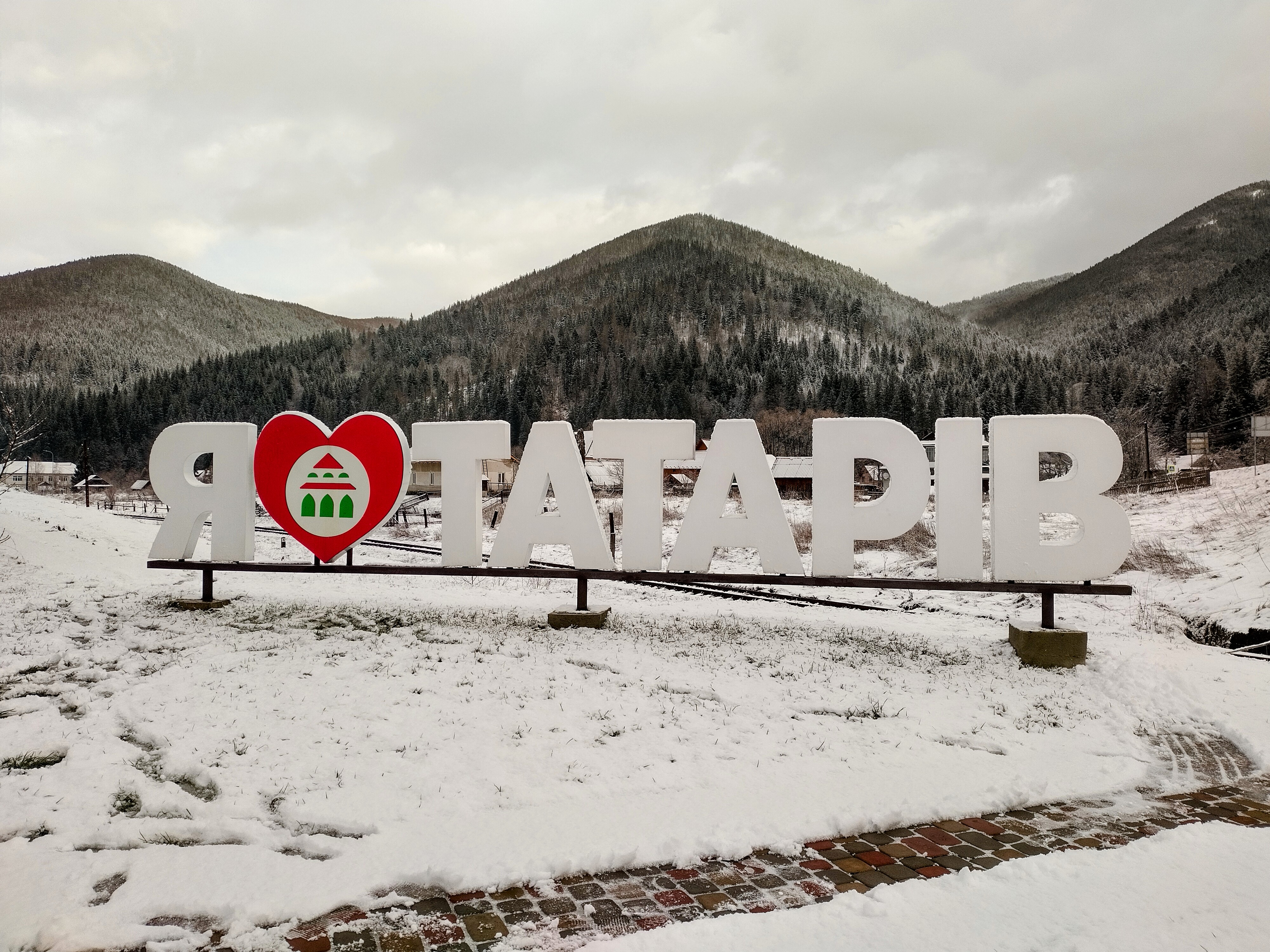
Арт-об'єкт "Я люблю Татарів"
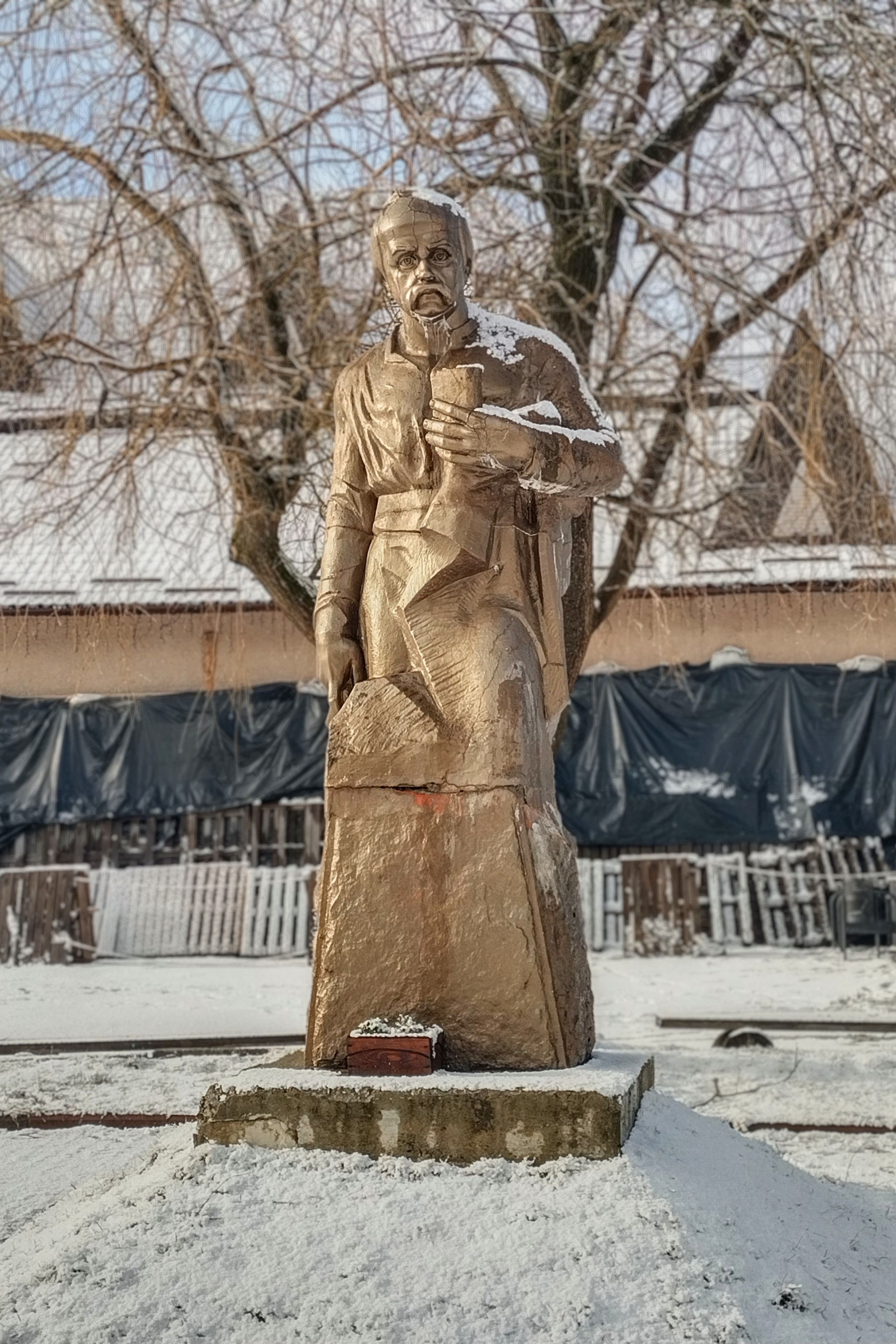
Пам'ятник Тарасові Шевченку
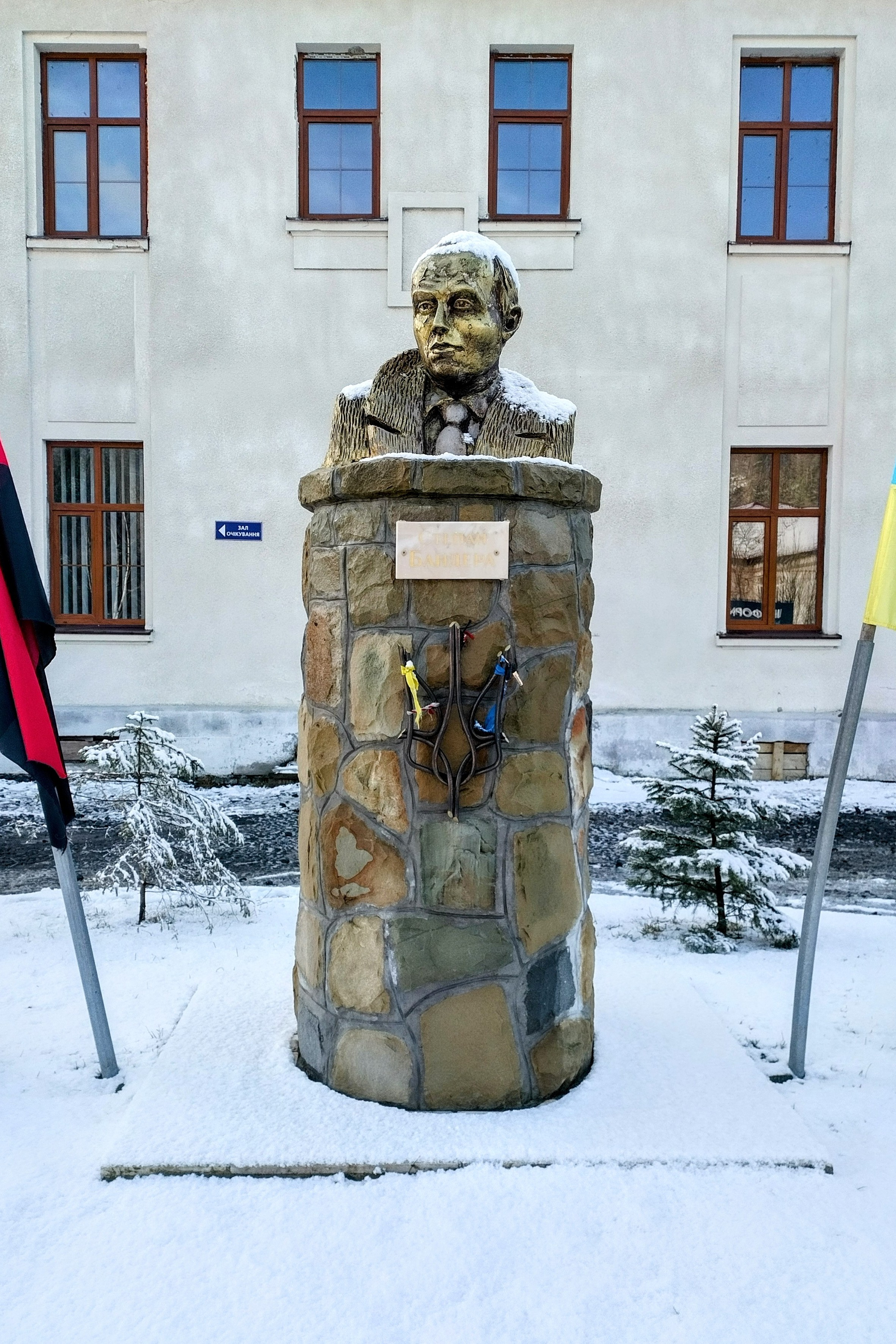
Пам'ятник Степану Бандері
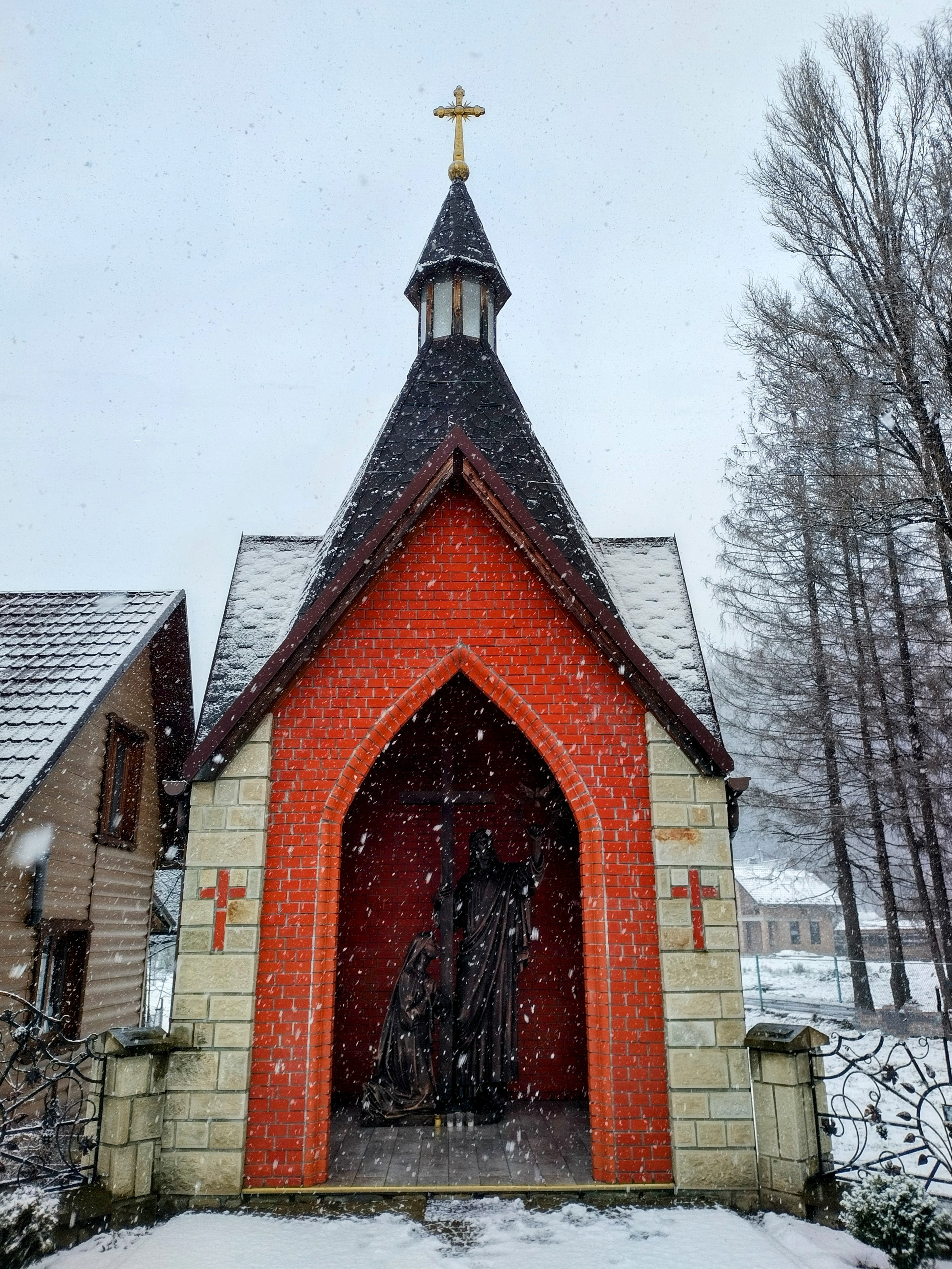
Каплиця Матері Божої Ченстоховської
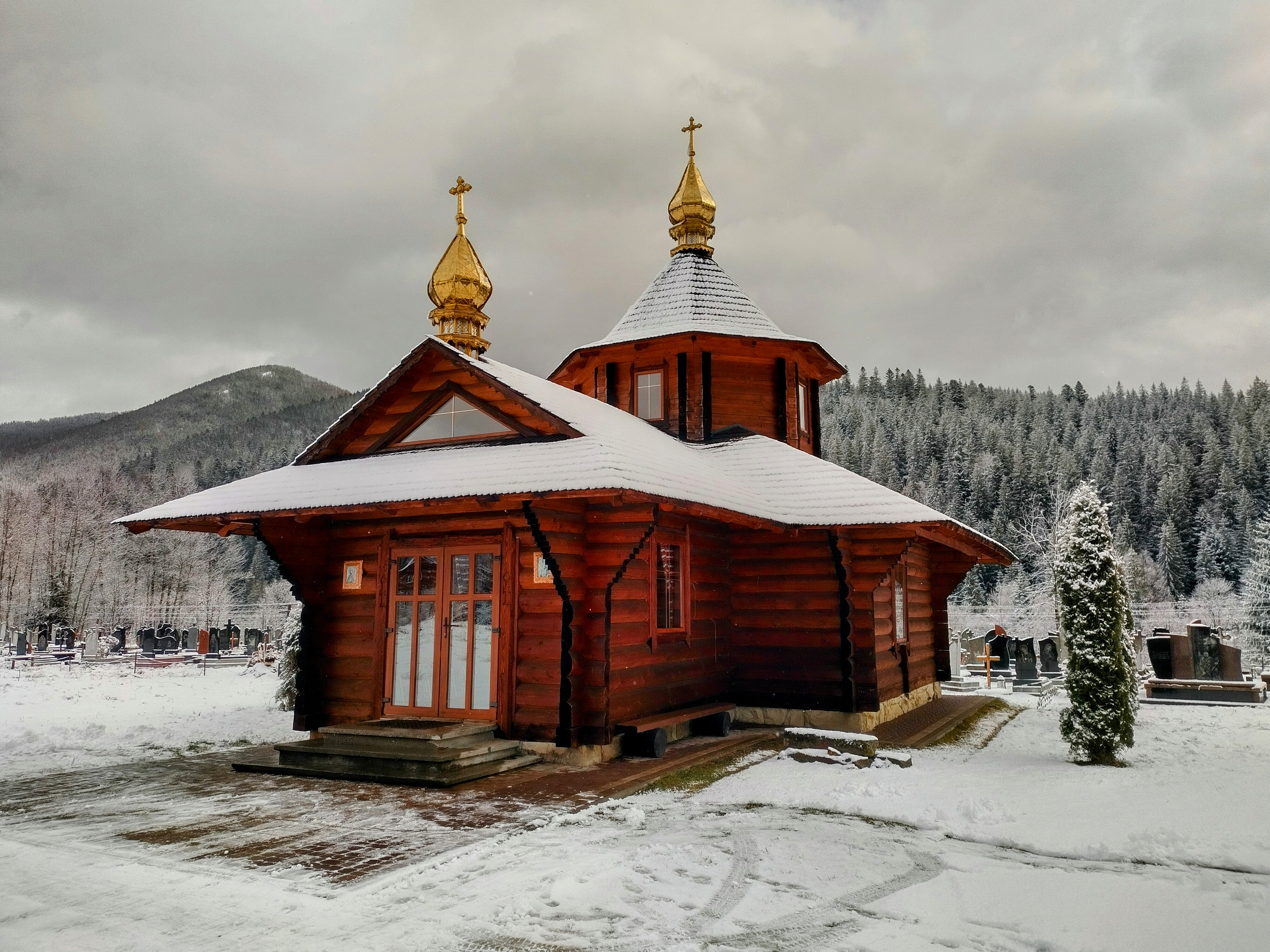
Каплиця Миколая Чудотворця
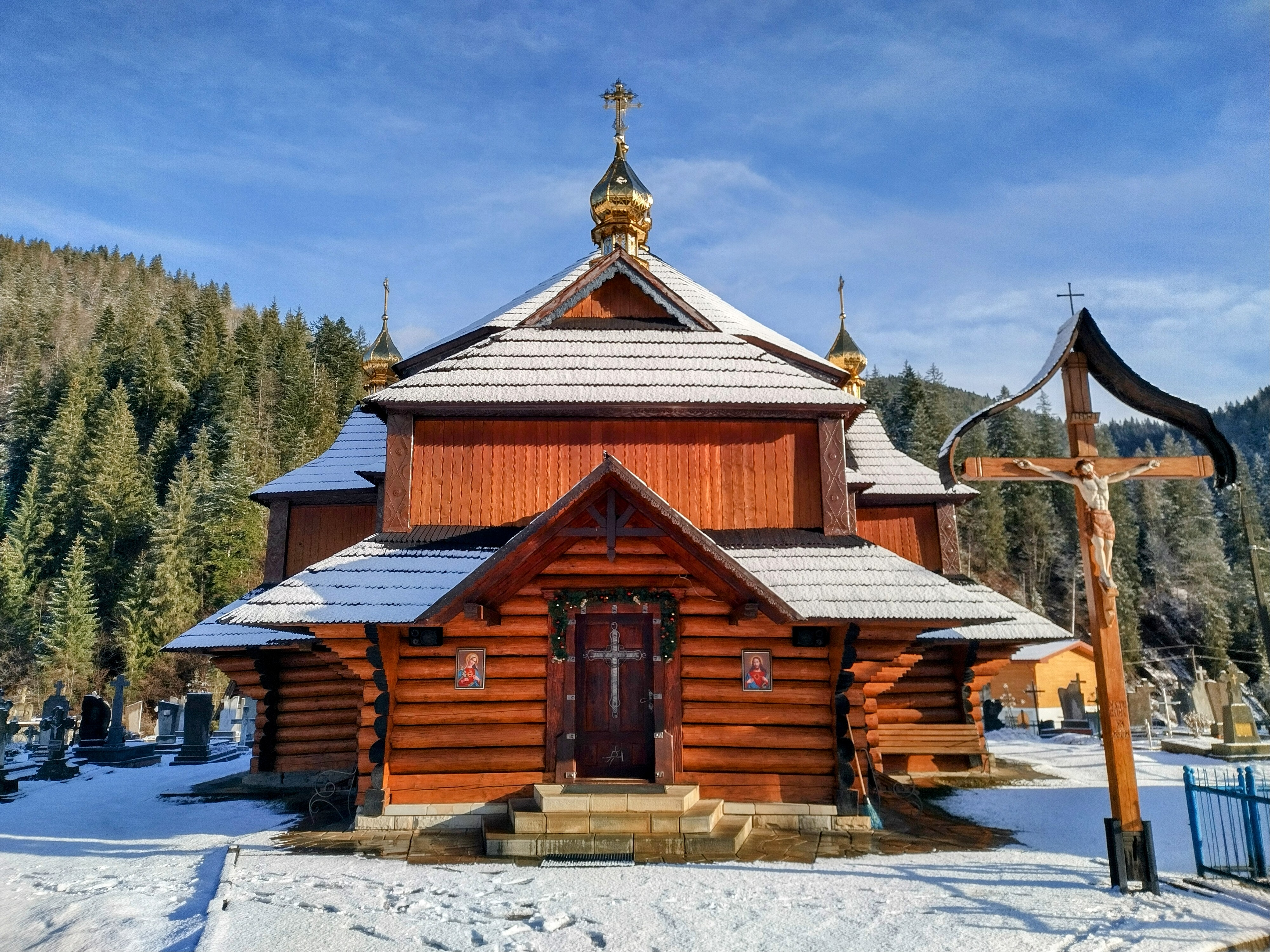
Церква Святого Дмитрія Солунського
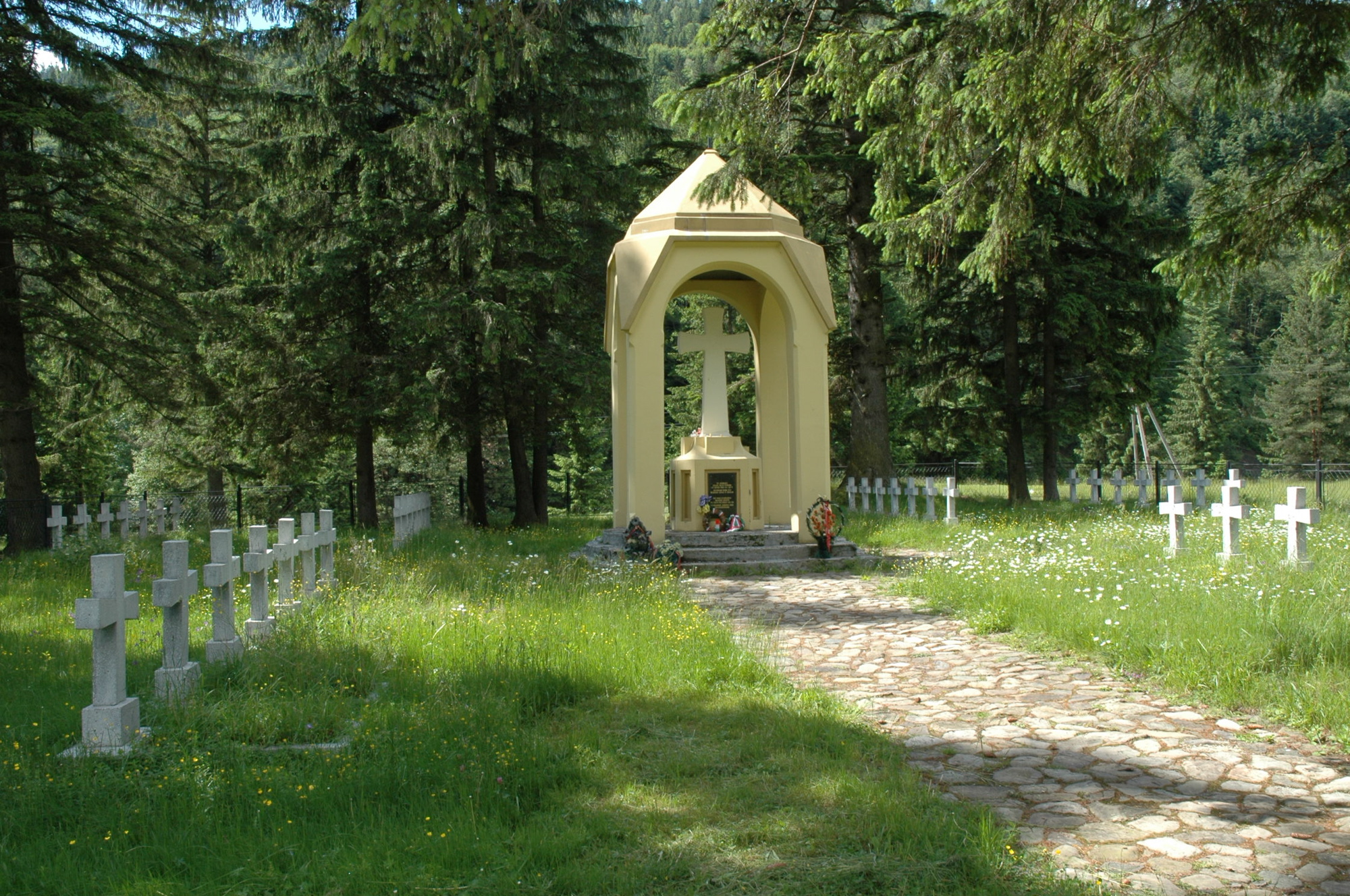
Меморіальний комплекс загиблим у Першій світовій війні
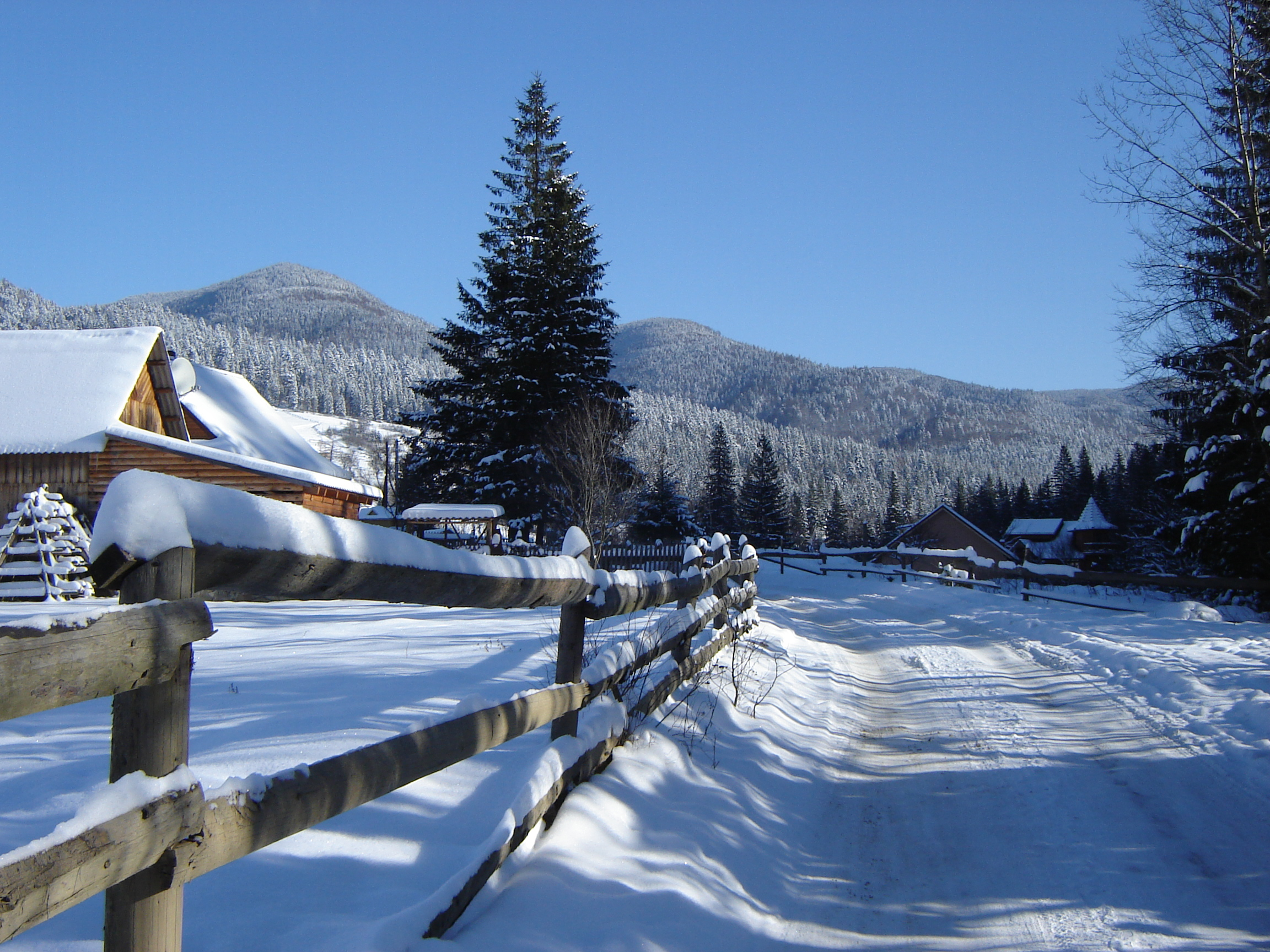
Урочище Піги
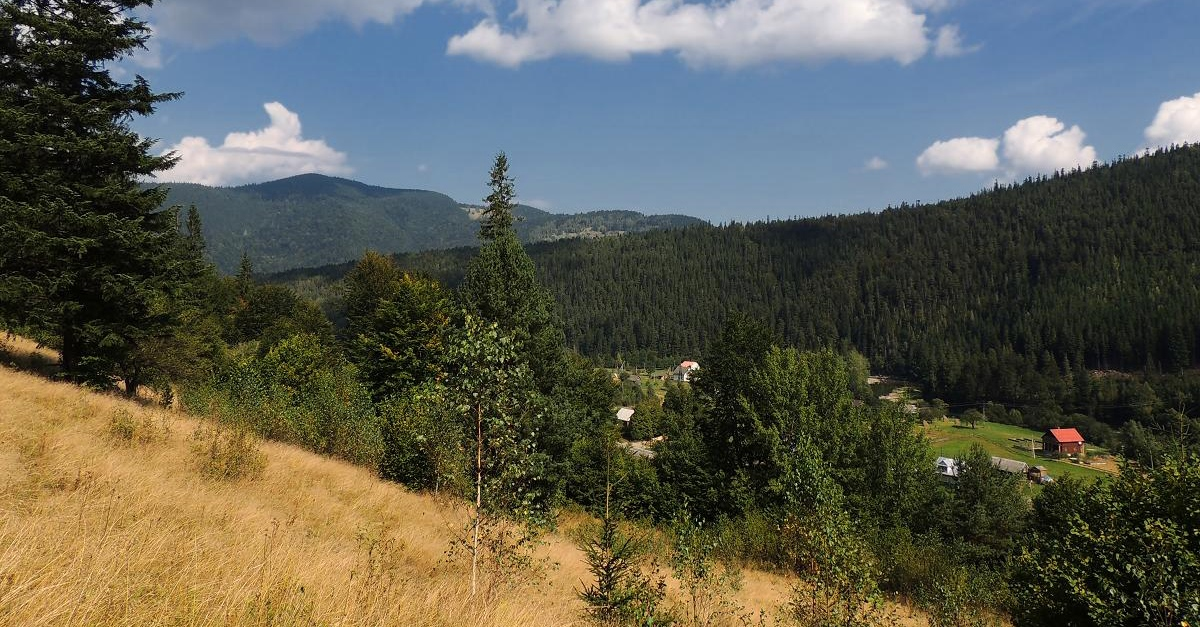
Околиці села
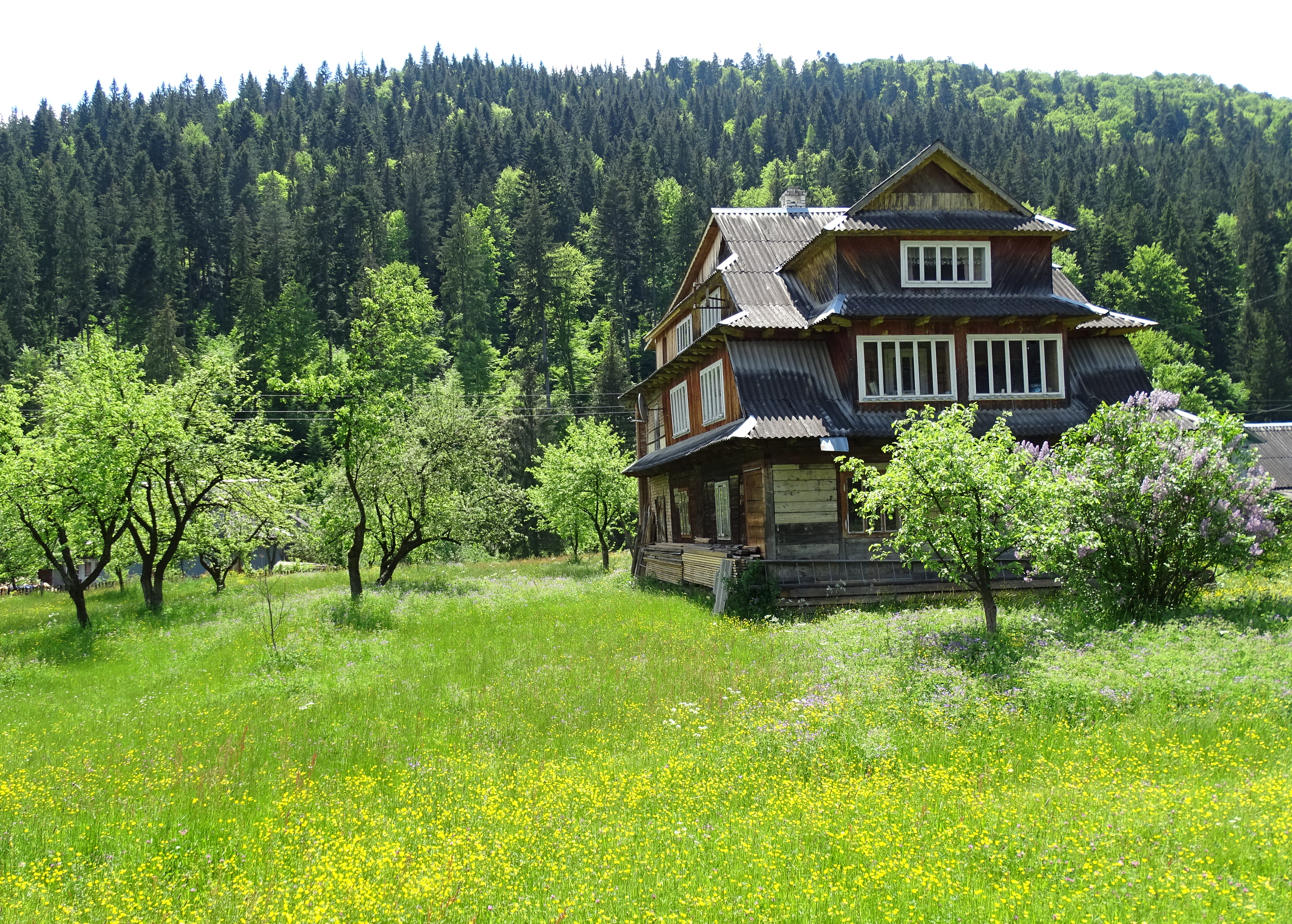
Краєвиди навколо Татарова

## Заклади відпочинку
- Заклади відпочинку в Татарові [Архівовано 27 березня 2015 у Wayback Machine.]
- Готелі Татарова
- Готелі [Архівовано 12 січня 2018 у Wayback Machine.]